# Shiki, Saitama
Shiki (japanska: 志木市?, Shiki-shi) är en stad i Saitama prefektur i Japan. Staden fick stadsrättigheter 1970.